# Binino
Binino – wieś sołecka w Polsce położona w województwie wielkopolskim, w powiecie szamotulskim, w gminie Ostroróg w odległości około 5 kilometrów od Ostroroga. Powierzchnia sołectwa wynosi około 700 hektarów, a liczba ludności wsi wynosi około 365 osób. Wieś położona jest przy drodze wojewódzkiej nr 116, drogach lokalnych do Dobrojewa: brukowej i polnej drodze tzw. „wiśniówce” oraz nieczynnej linii kolejowej Szamotuły Międzychód.
Na południe od wsi rozciąga się kompleks leśny.

## Historia

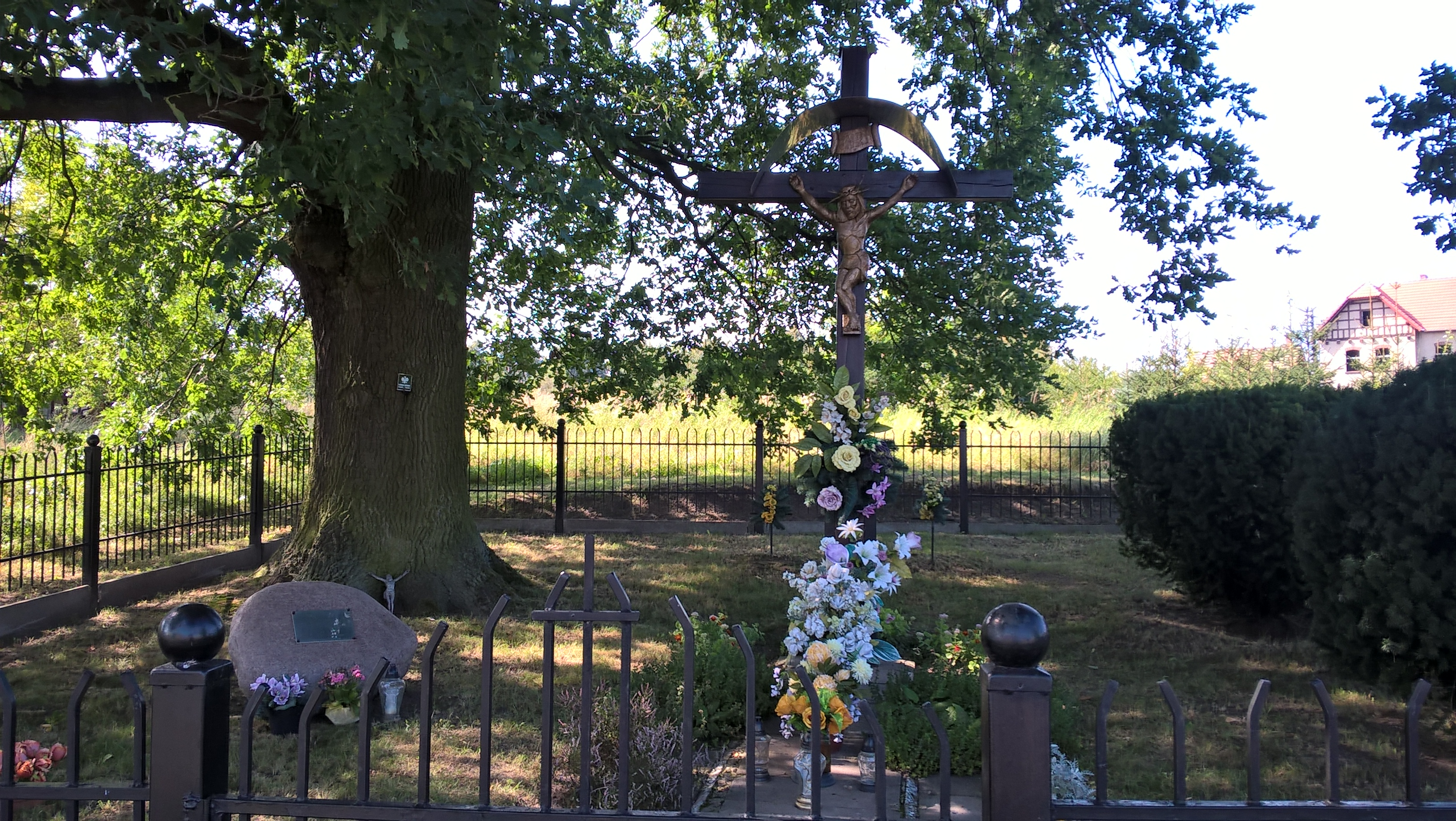
Binino – cmentarz choleryczny

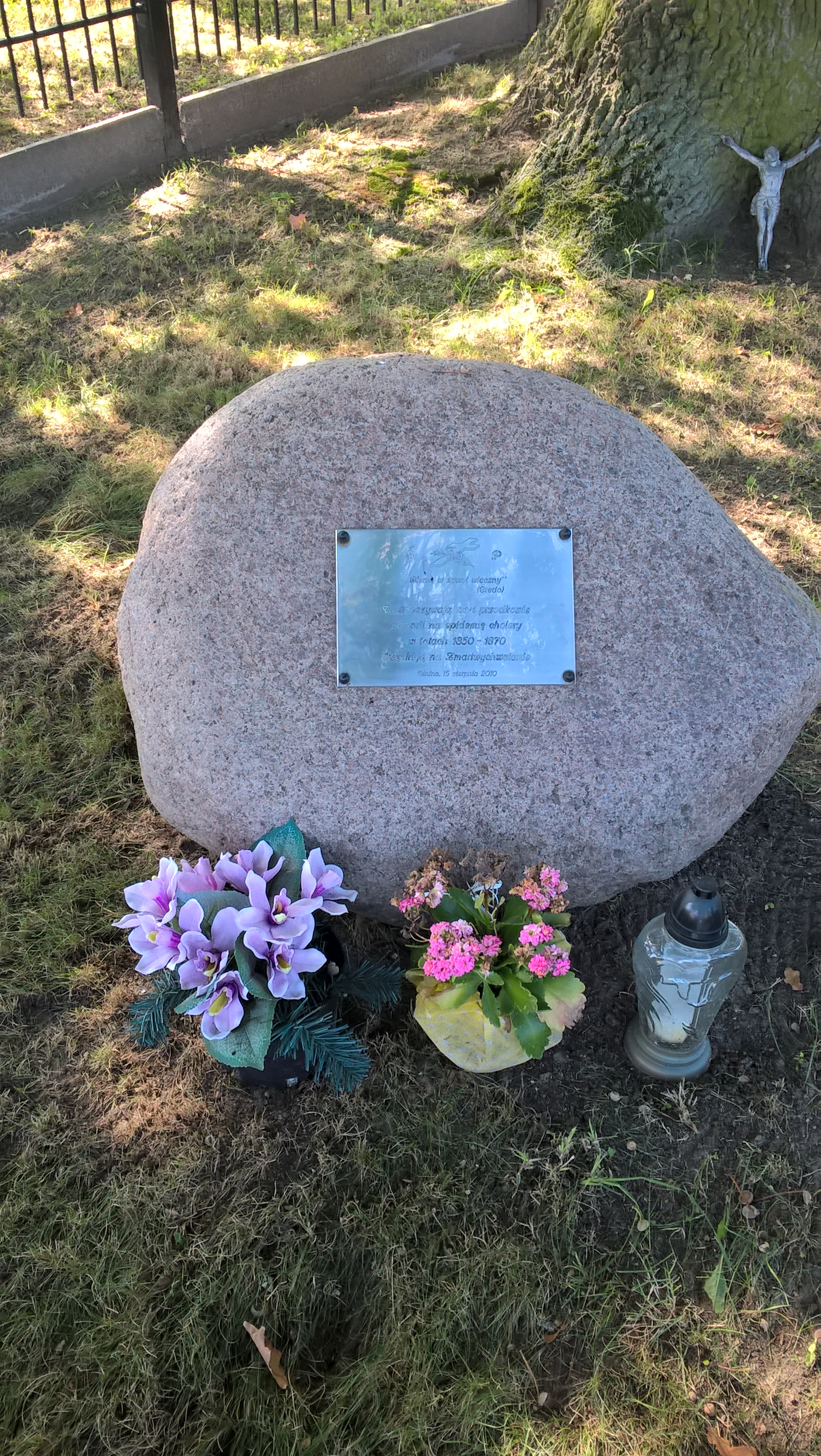
Binino – cmentarz choleryczny – pamiątkowy głaz

Binino występuje pierwszy raz w źródłach w 1408 roku (jako Byenino). Należała wtedy prawdopodobnie do Hektora Ćmachowskiego, w źródłach mowa jest bowiem o jego sporze z kmieciem jego Piotrem z Byenina. W latach od 1419 (pod nazwą Benino) do 1428 wieś należała do Mikołaja Baworowskiego. W 1432 roku połowa wsi należała do Jadwigi żony Macieja Trzcielskiego, a w 1436 roku połowa do Wincentego Choryńskiego i Katarzyny siostry Mikołaja z Baworowa. W 1485 roku bracia Jan i Andrzej Binińscy sprzedali swojemu szwagrowi Maciejowi Studzińskiemu trzecią część Binina. W 1493 roku Jan ze Stojkowa (Biniński) sprzedaje wieś Janowi Ostrorogowi, kasztelanowi poznańskiemu i zobowiązał się go bronić przed roszczeniami osób trzecich. Ponadto Jan ze Stojkowa przyrzekł, że brat jego Andrzej oraz szwagier Maciej zrezygnowali na jego rzecz z Binina. Po śmierci Jana z Ostroroga, w 1501 roku Binino dziedziczą jego synowie Wacław i Stanisław. W 1485 roku Binino administracyjnie należało do powiatu poznańskiego. W 1508 roku było częścią parafii Ostroróg (podobnie w 1582 i 1787 roku). W 1510 roku Binino spłonęło. W tym samym roku mowa jest o młynie (młyn wymieniany był w źródłach już wcześniej – w 1434 roku), folwarku i karczmie. Na początku XVI wieku wieś występowała w dokumentach jako Bynyno. W 1563 roku w Bininie były dwie karczmy i młyn. W 1577 roku źródła wymieniają starostę niegrodowego (tentariusza) Zbloczkiego. W 1580 roku płatnika poboru Stanisława Rusinowskiego, karczmę i młyn. W 1603 roku wieś należała do parafii Biezdrowo. Pod koniec XIX wieku Binino liczyło 28 dymów i 195 mieszkańców. Wszyscy deklarowali się jako katolicy.
W latach 1954–1959 wieś należała i była siedzibą władz gromady Binino, po jej zniesieniu w gromadzie Ostroróg. W latach 1975–1998 miejscowość administracyjnie należała do województwa poznańskiego.
Do szkoły katolickiej w Bininie w 1866 roku uczęszczało 40 dzieci.
Z epoki żelaza (z II/III wieku naszej ery) zachowało się w Bininie cmentarzysko.

## Czasy współczesne

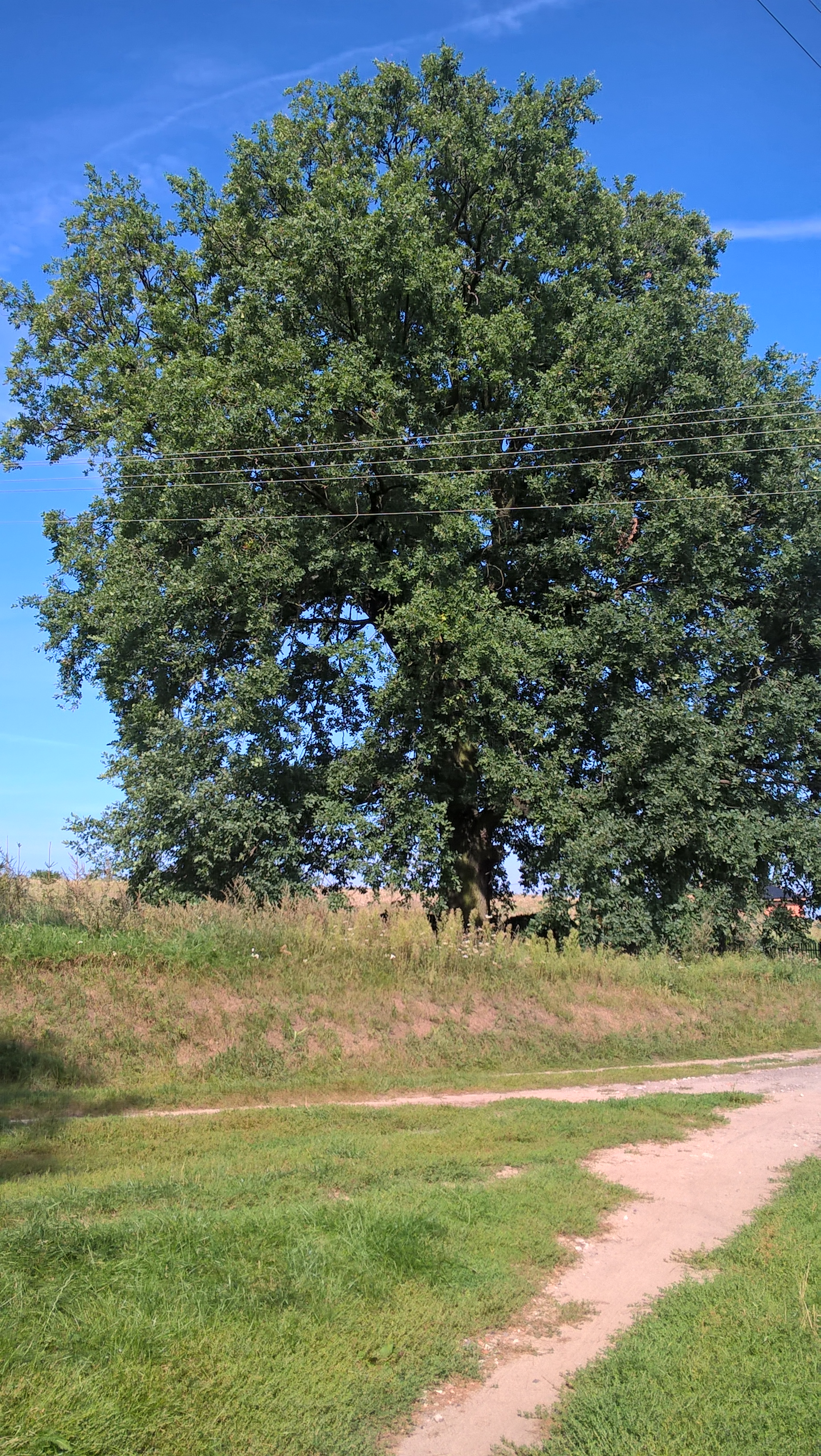
Binino – pomnik przyrody przy cmentarzu cholerycznym

We wsi znajdują się dwa sklepy spożywcze, świetlica wiejska, remiza OSP, przystanki komunikacji autobusowej. Przez Binino przebiega trasa nieczynnej linii kolejowej Szamotuły-Międzychód (dawna stacja kolejowa Binino).
Dawny folwark Binino nosi nazwę Dobrojewo.
W Bininie od 1956 roku działa klub sportowy Grom Binino. We wsi działa również Ochotnicza Straż Pożarna, Koło Gospodyń Wiejskich, Rada Sołecka i Kółko rolnicze.
Obiekty historyczne we wsi to:
– budynek dawnej oficyny dworskiej,
– dom przy dawnej szkole z 1858 roku,
– w centrum wsi: dawny cmentarz choleryczny założony w XIX wieku – drewniany krzyż i symboliczne groby. W sierpniu w 1831 zachorowały dwie osoby, a jedna zmarła.
– przy drodze do Pniew: figura Matki Boskiej Królowej Polski z Dzieciątkiem, ufundowana prawdopodobnie przez Kwileckich,
– w centrum wsi: figura Matki Boskiej z 1945 roku,
– przy drodze brukowej do Dobrojewa: krzyż,

## Legenda o założeniu wsi
Według legendy wiele lat temu, w miejscu obecnego Binina przy rzeczce, stał gród otoczony lasami. Mężczyźni – mieszkańcy tego grodu trudnili się myślistwem i rybołówstwem, a kobiety zbieractwem. Pewnego dnia mężczyźni z właścicielem grodu na czele wyjechali do pobliskiego lasu na polowanie. Ów właściciel grodu był bardzo smutny, gdyż niedawno umarła jego żona Mila, która po śmierci została spalona na stosie, a jej prochy pochowano po drugiej stronie rzeczki. Pozostała mu tylko córka Nina, która sama często również zapuszczała się w las na polowania. Podobnie tym razem, gdy ojciec wraz ze swoją drużyną wyjechał, ona wsiadła na konia i pojechała do lasu w przeciwnym kierunku. Na straży pozostało niewielu strażników. Po pewnym czasie do grodu dotarł jakiś obcy z drużyną wojowników. Wdarli się do grodu i zaczęli walczyć ze strażą. W tym samym czasie z polowania wracał Uścibój wraz ze swoją drużyną. Zobaczyli co dzieje się we wsi i pogalopowali, żeby walczyć z przeciwnikiem. Walczący przywódca zauważył pewnym momencie, że z polowania wróciła również jego córka Nina, a jeden z napastników chciał ją uderzyć oszczepem – krzyknął do niej Bij Nino. Nina odskoczyła i uszła z życiem, ale rozkojarzony Uścibój zginął uderzony oszczepem. Najeźdźcy odjechali, a Nina została z ciałem ojca i głosem w uszach – „Bij Nino”. Urna z prochami jej ojca spoczęła na polanie za rzeką, podobnie jak prochy jej matki. Nina nadal wybierała się na polowania do lasu, a z jednej z takich wycieczek wróciła z wojownikiem imieniem Przesnko, synem właściciela sąsiedniego grodu z północy, z którym wzięła później ślub. Gród jej na pamiątkę Uściboja nazwano Binino.